# Fortunate Son
Fortunate Son ist ein Song der amerikanischen Rockband Creedence Clearwater Revival, der als Teil des vierten Studioalbums der Band, Willy and the Poor Boys, im Oktober 1969 veröffentlicht wurde. Im September wurde eine Preview jedoch schon als Single, gemeinsam mit dem Song Down on the Corner herausgebracht.
Das Lied wurde zu einer Hymne der Friedensbewegung im Rahmen des Vietnamkriegs und ein Symbol der gegenkulturellen Opposition zur US-amerikanischen Beteiligung am Vietnamkrieg und der Solidarität mit den dort kämpfenden Soldaten.

## Entstehung
Der Song, der auf dem Höhepunkt der amerikanischen Beteiligung am Vietnamkrieg veröffentlicht wurde, kritisiert nicht ausdrücklich diesen Krieg, sondern thematisiert vielmehr die Ungerechtigkeit der Klassengesellschaft. Es gehe darum, dass die Kinder der Wohlhabenden sich der Einberufung entziehen konnten, so der Autor des Songs, John Fogerty. „Es ist das alte Sprichwort über reiche Männer, die Krieg[e] machen, und arme Männer, die sie kämpfen müssen.“
2015 sagte er im Rahmen der TV-Show „The Voice“ dazu:

“The thoughts behind this song—it was a lot of anger. So it was the Vietnam War going on. […] Now I was drafted and they're making me fight, and no one has actually defined why. So this was all boiling inside of me and I sat down on the edge of my bed and out came "It ain't me, it ain't me, I ain't no senator's son!" You know, it took about 20 minutes to write the song.”

„Die Gedanken hinter diesem Lied - es war eine Menge Wut. Es war also der Vietnamkrieg. […] Jetzt wurde ich eingezogen und sie zwangen mich zu kämpfen, und niemand hat wirklich definiert, warum. Also kochte das alles in mir hoch, und ich setzte mich auf die Bettkante und sagte: "Ich bin es nicht, ich bin es nicht, ich bin nicht der Sohn eines Senators!" Es dauerte etwa 20 Minuten, den Song zu schreiben.“

Laut seinen 2015 erschienenen Memoiren dachte Fogerty an David Eisenhower, den Enkel des Präsidenten Dwight D. Eisenhower, der Julie Nixon heiratete, nachdem er sie 1968 auf dem International Debutante Ball, der Tochter des damals gewählten Präsidenten Richard Nixon, begleitet hatte, als er Fortunate Son schrieb. Eisenhower verbrachte drei Jahre beim Militär, die meiste Zeit davon als Offizier an Bord des U-Bootes Albany im Mittelmeer.

## Rezeption
Billboard schrieb, der Song „habe das Gefühl und den Geschmack vom aktuellem Gewinner Green River.“
Nach der Veröffentlichung der Single war auch Record World der Meinung, dass es der bisher größte Hit von Creedence Clearwater Revival werden könnte.
Der Kritiker von Ultimate Classic Rock, Bryan Wawzenek, stufte den Text von Fortunate Son als den besten von Fogerty ein: „Es sind nicht nur Fogertys Gefühle, sondern auch die Worte, die diesen Song großartig machen. Star-spangled eyes' ist eine der besten beschreibenden Phrasen im gesamten Rock ’n’ Roll, eine einzigartig amerikanische Variante der rosaroten Brille.“
Pitchfork Media platzierte ihn auf Nummer 17 auf seiner Liste „The 200 Greatest Songs of the 1960s“ und die Zeitschrift Rolling Stone nannte ihn in den Jahren 2004 und 2010 auf Platz 99 der 500 besten Songs aller Zeiten (In der Neuauflage von 2020 wurde er nach unten auf Platz 227 verschoben). 2013 wurde der Song durch die Library of Congress als „kulturell, geschichtlich oder ästhetisch signifikant“ ins National Recording Registry aufgenommen.

## Kommerzieller Erfolg

### Chartplatzierungen
Der Song erreichte am 22. November 1969 Platz 14 der United States Charts, in der Woche, bevor Billboard seine Methodik für doppelseitige Hits änderte. Die beiden Titel stiegen in der nächsten Woche auf Platz 9 und erreichten drei weitere Wochen später, am 20. Dezember 1969, Platz 3.

### Auszeichnungen für Musikverkäufe
Im Dezember 1970 gewann Fortunate Son die Goldene Schallplatte der RIAA,
| Land/Region                  | Auszeichnungen für Musikverkäufe (Land/Region, Auszeichnung, Verkäufe) | Verkäufe  |
| ---------------------------- | ---------------------------------------------------------------------- | --------- |
| Brasilien (PMB)              | Gold                                                                   | 30.000    |
| Dänemark (IFPI)              | Platin                                                                 | 90.000    |
| Deutschland (BVMI)           | Gold                                                                   | 250.000   |
| Italien (FIMI)               | Platin                                                                 | 70.000    |
| Neuseeland (RMNZ)            | 5× Platin                                                              | 150.000   |
| Spanien (Promusicae)         | 2× Platin                                                              | 120.000   |
| Vereinigte Staaten (RIAA)    | 8× Platin                                                              | 8.000.000 |
| Vereinigtes Königreich (BPI) | 2× Platin                                                              | 1.200.000 |
| Insgesamt                    | 2× Gold · 19× Platin ·                                                 | 9.910.000 |

Hauptartikel: Creedence Clearwater Revival/Auszeichnungen für Musikverkäufe

## Interpretation und Vermächtnis
Das Lied wurde häufig verwendet, um gegen Militäraktionen sowie gegen Elitarismus im weiteren Sinne in der westlichen Gesellschaft, insbesondere in den Vereinigten Staaten, zu protestieren.
Als zusätzliche Folge seiner Popularität wurde es sogar in völlig unzusammenhängenden Situationen verwendet, wie z. B. zur Werbung für Blue Jeans. Auch bei einer Wahlkampfveranstaltung für US-Präsident Donald Trump wurde der Song gespielt. Fogerty äußerte sich später irritiert darüber, bezeichnete die Verwendung des Songs in diesem Setting als „verwirrend“ und stellte eine Unterlassungsanordnung aus. Auch wurde im Verlauf der Debatte festgestellt, dass Trump selbst einen Aufschub des Wehrdienstes erhalten hatte.
Auch Bruce Springsteen, Dave Grohl und Zac Brown zogen Kritik auf sich, als sie den Song im November 2014 beim Concert for Valor in Washington D.C. gemeinsam aufführten. Fogerty, selbst ein Militärveteran, verteidigte ihre Songauswahl.

### Coverversionen
Der Song wurde seither von vielen Künstlern aufgenommen oder aufgeführt. Es wurde zunächst in der Punk- und Hardcore-Gemeinschaft mit Versionen von The Circle Jerks, Minutemen, DOA und Decry aufgenommen. Fogerty nahm eine Version des Songs mit den Foo Fighters für sein 2013 erschienenes Album Wrote a Song for Everyone auf.
Bob Seger & The Silver Bullet Band nahmen den Song für ihr 1986 erschienenes Album Like a Rock auf.
U2 coverte den Song, der anschließend als B-Seite der Single Who's Gonna Ride Your Wild Horses veröffentlicht wurde.

### Videospiele
Das Lied wird in der Einführungssequenz des Spiels Battlefield Vietnam verwendet, wo es zu einer Liste von im Spiel spielbaren Titeln gehört. Das Lied wurde auch im Trailer für Battlefield: Bad Company 2: Vietnam gespielt, wonach es zum Hauptmenü-Lied für das Spiel wurde.
Fortunate Son wurde auch im Spiel Call of Duty: Black Ops zu Beginn und am Ende des Levels „S.O.G“ verwendet. Seine Verwendung ist jedoch ein Anachronismus, da das Level während der Schlacht um Khe Sanh stattfindet, ein Jahr bevor der Song veröffentlicht wurde.
In Homefront wird das Lied während des Kapitels „Golden Gate“ gespielt.
Ein Cover des Liedes wurde 2007 als DLC für Rock Band veröffentlicht. Das erste Erscheinen des Liedes erfolgte, bevor echte Instrumente integriert wurden. Die ursprüngliche Version wurde am 1. März 2011 für den Rock Band 3 zum Download verfügbar gemacht. Die Master-Aufnahme von CCR wurde 2010 ebenfalls verfügbar gemacht. Der Song ist auch mit einfachen Controllern in Guitar Hero: Warriors of Rock spielbar.
Der Song wird auch in Mafia 3 von 2016 gespielt, wobei seine Verwendung auch hier, zusammen mit Bad Moon Rising, einen Anachronismus darstellt, da beide Songs 1969 veröffentlicht wurden, während Mafia 3 im Jahr 1968 spielt.
Das Lied wird in BioShock Infinite kurz sowohl in der Originalaufnahme als auch in einer von Jessy Carolina gesungenen A-cappella-Soloversion gespielt.
Im Jahr 2014 wurde der Song in der verbesserten Neuauflage von Grand Theft Auto V für PS4, Xbox One und PC als Teil der Wiedergabeliste des fiktiven In-Game-Radiosenders Los Santos Rock Radio aufgenommen. Der Song wurde bei der Zerstörung von manipulierten Wahlmaschinen in der Watch Dogs 2-Mission „Power To The Sheeple“ verwendet.
Der Titel des Liedes wird in Team Fortress 2 als kosmetischer Helm namens „Fortunate Son“ verwendet, der von der Scout-Klasse ausgerüstet werden kann.

### Film und Fernsehen
1987 wurde das Lied kurz in dem Zeichentrickfilm Pinocchio und der Kaiser der Nacht verwendet.
Im Film Forrest Gump von 1994 wird „Fortunate Son“ in der Szene gespielt, in der Forrest und Bubba an Bord eines Hubschraubers der US-Armee in einem Kampfgebiet in Südvietnam ankommen.
In der 2004 gedrehten Version des Films Der Manchurian Kandidat ist eine von Wyclef Jean gesungene Coverversion dieses Liedes zu hören, die den Anfang des Abspanns bildet. Im Jahr 2007 wurde dieses Lied diegetisch in Live Free or Die Hard und im Abspann verwendet. In der 2009 erschienenen American Dad-Episode „In Country...Club“ wird Fortunate Son während einer Schlacht im Vietnamkrieg Reenactment gespielt.
2010 wurde der Song von Jeffster in der Fernsehserie Chuck gesungen. Im Jahr 2012 wurde der Song für den Abspann von Peter Bergs Film Battleship verwendet. 2014 war dieses Lied in der Top Gear Burma Special-Folge zu hören. 2015 wurde das Lied in der Fernsehserie The Strain speziell in der Episode „The Silver Angel“ verwendet. Im Jahr 2016 wurde der Song in das Soundtrack-Album für den Film Suicide Squad aufgenommen.
Im Film War Dogs von 2016 wird das Lied in der Szene verwendet, in der David, Efraim und Marlboro vom US-Militär gerettet werden, während sie von irakischen Bewaffneten verfolgt werden.
In der 2018 erschienenen Family Guy-Episode „'Family Guy' Through the Years“ (präsentiert als Zusammenstellung alter Episoden aus der „60-jährigen Laufzeit“ der Serie, Jubiläums-Specials parodiert) leidet Glenn Quagmire, dargestellt als Vietnam-Veteran im Jahr 1973, an PTSD-ähnlichen Symptomen aufgrund der ständigen Verwendung des Songs und For What It’s Worth von Buffalo Springfield als hörbare Hintergrundmusik während des Krieges.
Im Jahr 2019 wurde das Lied in der The Grand Tour Episode „Seamen“ verwendet, als Clarkson, Hammond und May in Vietnam einreisen.
Ein Cover von Cat Power wurde 2019 in einer Folge der Netflix-Serie The Punisher verwendet.

### Werbespots
Eine bearbeitete Version des Songs wurde in einem Wrangler-Werbespot verwendet, weil John Fogerty „vor langer Zeit die rechtliche Kontrolle über seine alten Aufnahmen an Creedence' Plattenlabel, Fantasy Records, abgetreten hat“.
In diesem Fall hörte der Werber schließlich auf, den Song zu verwenden, wie Fogerty in einem späteren Interview erzählte:

“Yes, the people that owned Fantasy Records also owned all my early songs, and they would do all kinds of stuff I really hated in a commercial way with my songs. […] Then one day somebody from the L.A. Times actually bothered to call me up and ask me how I felt, and I finally had a chance to talk about it. And I said I'm very much against my song being used to sell pants. […] So my position got stated very well in the newspaper, and lo and behold, Wrangler to their credit said, "Wow, even though we made our agreement with the hrsg, the owner of the song, we can see now that John Fogerty really hates the idea," so they stopped doing it.”

„Ja, die Leute, denen Fantasy Records gehörte, besaßen auch alle meine frühen Songs, und sie machten alle möglichen Dinge, die ich wirklich hasste, auf kommerzielle Art und Weise mit meinen Songs. […] Eines Tages machte sich dann jemand von der L. A. Times die Mühe, mich anzurufen und mich zu fragen, wie ich mich fühle, und ich hatte endlich die Gelegenheit, darüber zu sprechen. Und ich sagte, dass ich sehr dagegen bin, dass mein Song benutzt wird, um Hosen zu verkaufen. […] Also wurde mein Standpunkt in der Zeitung sehr gut dargelegt, und siehe da, Wrangler sagte: 'Wow, obwohl wir unsere Vereinbarung mit dem Verleger, dem Eigentümer des Songs, getroffen haben, können wir jetzt sehen, dass John Fogerty die Idee wirklich hasst', also haben sie es eingestellt.“

## Französische Version von Johnny Hallyday
Im September 1971 veröffentlichte der französische Rocksänger Johnny Hallyday eine französische Adaption mit dem Titel Fils de personne, übersetzt „Sohn von niemandem“ (im Sinne von niemand Besonderem). Fils de personne wurde als zweite und letzte Single aus Hallydays Studioalbum Flagrant Délit (1971) veröffentlicht, das drei Monate zuvor erschienen war. Das Lied erreichte Platz 4 in den französischen Charts. Die Single wurde von Il faut boire à la source („Man muss an der Quelle trinken“) untermalt.

### Geschichte
Die Adaption zeichnet sich durch harten, rauen und rachsüchtigen Rock mit Texten von Philippe Labro aus, der die „Söhne von irgendwem“ beschimpft. Dabei sticht Johnny Hallyday jedes Mal im Refrain hervor, indem er beschwört, dass er nicht von einem „militärischen Vater, Milliardär oder Beamten“ geboren wurde, was impliziert, dass er seinen Erfolg niemandem verdankt. Der französische Journalist Jean-William Thoury unterstreicht, dass die Adaption des Songs durch Hallyday die ursprüngliche Idee von Creedence Clearwater Revival nicht verändert, „die so gut zu Johnny zu passen scheint, einem echten 'Sohn von niemandem'“.

« Y'en a qui naissent avec dans leur berceau
Les milliards de leur père
On leur apprend que tout peut s'acheter
Les affaires, oui, sont les affaires
Mais pas moi Non, pas moi
Je ne suis pas né milliardaire
Mais pas moi
Non, pas moi
Je suis le fils de personne »

„Manchen wird es in die Wiege gelegt.

Die Milliarden ihres Vaters

 Man bringt ihnen bei, dass man alles kaufen kann

Business, ja, ist Business

Aber nicht ich, ich nicht

Ich bin nicht als Milliardär geboren

Aber ich nicht

Nein, ich nicht
Ich bin der Sohn eines Niemands.“

Der Titel wurde seit seiner Entstehung in das Repertoire des Sängers integriert und von der Show im Palais des sports de Paris im Herbst 1971 an, wurde es immer nach I was born in the street (das die Tour eröffnete) gespielt.

### Besetzung
- Hugh McCracken, Mick Jones, Jerry Donahue, Gitarre[39]
- Pat Donaldson, Bass[39]
- Tommy Brown, Schlagzeug[39]
- Gary Wright, Klavier[39]
- Bobby Keys, Tenor-Saxophon[39]
- Jim Price, Trompete[39]
- Madeline Bell, Nanette Workman, Doris Troy, Liza Strike, Hintergrundgesang[39]
- Chris Kimsey, Toningenieur[39]